# Mutsumi Sasaki
Mutsumi Sasaki (ささき むつみ, Sasaki Mutsumi, nascut el 17 de febrer) és un artista manga/anime japonès freelance d'Hokkaidō, Japó. Principalment fa dissenys de personatges per obres bishōjo.

## Treballs
Dissenys de personatges
- Happy Lesson
- Futakoi
- Memories Off
- Memories Off 2nd
- Myself; Yourself
- Chaos;Head

Il·lustració
- Aquarian Age
- Aquarian Age Alternative
- Character Net Ai$Tantei no Jiken Bo
- Futakoi Alternative
- Misuteri Aru Character Net

Altres
- Yogurting